# Arroz de marisco
L'arroz de marisco (lett. "riso ai frutti di mare") è un piatto tradizionale della cucina portoghese, originario di Vieira de Leiria, nel comune di Marinha Grande. La pietanza prevede la cottura del riso in un ricco brodo aromatico a base di frutti di mare.

## Storia
A partire dalla fine del XVIII secolo, l'espansione degli insediamenti tra le dune sabbiose di Praia da Vieira diede forma a una fiorente comunità marinara. Grazie all'antica arte xávega, il pescato giungeva quotidianamente sulle tavole delle famiglie locali, che lo cucinavano insieme al riso, alimento di base della cucina lusitana, adattando la preparazione in base a ciò che era disponibile.
Col passare degli anni l'arroz de marisco si è affermato come un classico nazionale, servito tanto nei ristoranti tradizionali quanto nei momenti di festa nelle case portoghesi.
Nel 2011 il piatto è stato eletto una delle 7 meraviglie della gastronomia portoghese.

## Preparazione

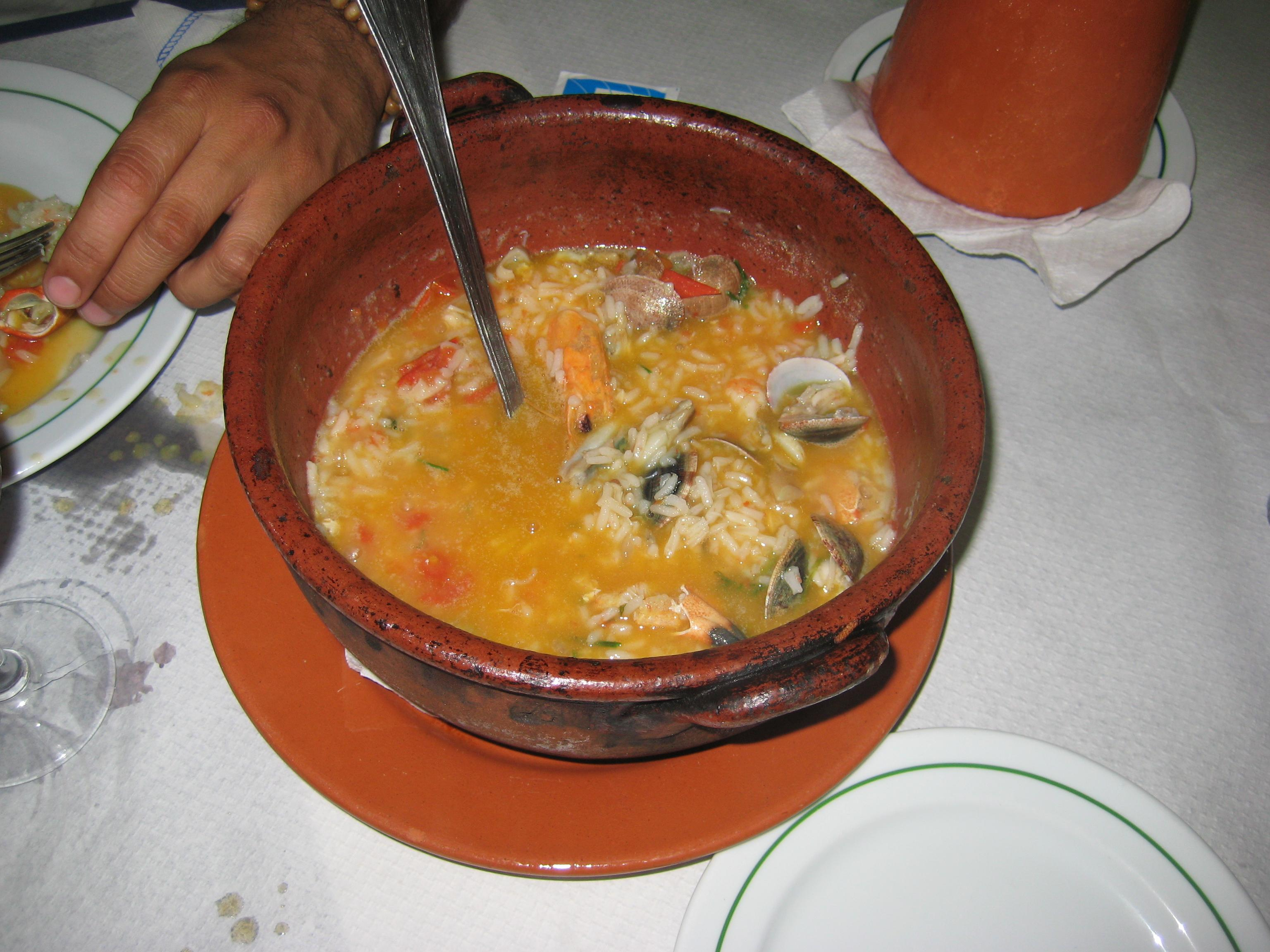
Larroz de marisco servito nel tradizionale tegame di terracotta

L'arroz de marisco vanta numerose varianti regionali, ma la più nota è senza dubbio quella di Praia de Vieira de Leiria, dove viene tradizionalmente servito in un tegame di terracotta.
Si inizia la preparazione pulendo e lavando accuratamente i frutti di mare, i quali vengono poi cotti e sgusciati. Con le teste e i gusci dei gamberi si prepara un brodo saporito, che costituirà la base del piatto. In una casseruola si fanno appassire gli spicchi d’aglio tritati, la cipolla e un pomodoro sbucciato in un fondo di olio d’oliva e margarina, evitando che prendano colore. Si aggiunge quindi il brodo precedentemente filtrato insieme a poco vino bianco, portando il tutto a ebollizione. A questo punto si incorpora il riso, rispettando la proporzione di quattro tazze di liquido per ogni tazza di riso. Trascorso il tempo di cottura, si uniscono i frutti di mare sgusciati e il coriandolo fresco tritato, aggiustando di sale e peperoncino, e si lascia insaporire per alcuni minuti. Infine, si toglie la pentola dal fuoco e si completa il piatto con qualche gambero intero come decorazione.